# Roll On (album The Living End)
Roll On è il secondo album in studio del gruppo musicale australiano The Living End, pubblicato nel 2000 in Australia e nel 2001 in maniera internazionale.

## Tracce
Tutte le tracce sono scritte da Chris Cheney.
1. Roll On – 3:09
2. Pictures in the Mirror – 3:18
3. Riot On Broadway – 2:56
4. Staring At the Light – 4:08
5. Carry Me Home – 3:12
6. Don't Shut the Gate – 3:04
7. Dirty Man – 3:36
8. Blood On Your Hands – 4:14
9. Revolution Regained – 2:46
10. Silent Victory – 3:35
11. Read About It – 3:16
12. Killing the Right – 4:21
13. Astoria Paranoia – 3:05
14. Uncle Harry – 3:24

## Formazione
- Chris Cheney – voce, chitarra
- Travis Demsey – batteria
- Scott Owen – contrabbasso, cori